# Causing a Commotion
Singles de Madonna
Who's That Girl
(1987) The Look of Love
(1987)
Pistes de Who's That Girl
Who's That Girl
(1) The Look of Love
(3)
Causing a Commotion est une chanson de l'artiste américaine Madonna. Elle est le second single de la bande originale Who's That Girl et sort le 25 août 1987 sous le label Sire Records. Un remix apparaît en 1991 sur la compilation britannique The Holiday Collection. Écrite et composée par Madonna et Stephen Bray, la chanson s'inspire de sa propre relation sentimentale avec son mari Sean Penn et de son caractère abusif et violent. Chanson axée sur la dance, avec un groove rapide, elle commence directement par le refrain.
Lors de sa sortie, Causing a Commotion reçoit des critiques mitigées. Celles-ci ne la considèrent pas comme la meilleure de Madonna. La chanson entre dans le top 10 des palmarès américain, australien, canadien, irlandais, italien, néo-zélandais, britannique et suédois. Elle se classe au numéro un du Billboard Hot Dance Club Songs. Madonna interprète le titre lors du Who's That Girl Tour en 1987 (la prestation est retransmise aux MTV Video Music Awards) et du Blond Ambition Tour en 1990. Ces prestations sont incluses dans des vidéos tirées des tournées.

## Genèse
En 1987, Madonna prépare la bande originale de son nouveau film, Who's That Girl. Elle écrit et produit la chanson Causing a Commotion avec l'aide de Stephen Bray. La chanteuse puise son inspiration dans sa relation, souvent tumultueuse, avec son mari Sean Penn. En effet, Madonna sent que son mariage avec Penn est sur le point de rompre à cause du caractère violent et abusif de ce dernier. Dans un article de Rolling Stone datant du 10 septembre 1987, Madonna parle de la chanson et de l'impact de Penn dans sa vie :

« Je n'aime pas la violence. Je n'ai jamais toléré qu'on frappe quelqu'un et je pense qu'aucune situation ne devrait expliquer l'usage de la violence. Mais d'autre part, je comprends la colère de Sean et croyez moi, j'ai voulu le frapper à plusieurs reprises. Je ne l'ai jamais fait, vous savez, parce que cela n'aurait fait qu'empirer les choses. [...] J'avais l'impression qu'il « semait le chaos » dans l'intention de me rendre folle. J'ai dégagé toute ma frustration dans l'écriture de cette chanson. »

Causing a Commotion sort aux États-Unis en août 1987. Au Royaume-Uni, la chanson sort juste avant le début de la tournée Who's That Girl Tour au mois d'octobre. En 1991, un mix Silver Screen Single est ajoutée à la compilation The Holiday Collection EP. En France, Causing a Commotion n'est pas commercialisée afin de ne pas causer du tort à la chanson Who's That Girl qui rencontre du succès et arrive en seconde place du Top 50.

## Composition
Causing a Commotion a un groove rapide et dansant. L'arrangement musical comporte un certain nombre de crochets s'intercalant les uns avec les autres. La chanson commence par le refrain, où Madonna chante les paroles « I've got the moves baby, You've got the motions, If we got together we be causing a commotion ». Les couplets sont accompagnés de quatre notes descendantes et place des accords de staccato. Madonna fait référence à Into the Groove dans la chanson. Selon la publication de Warner Bros. Publications, la chanson a une mesure en 4/4 avec un tempo de 192 pulsations par minute. Elle est composée dans la tonalité de Do mineur 7. La chanson possède une séquence basique suivant la progression d'accords Si majeur, Fa mineur 7, Si majeur, Fa9 majeur et Si6 majeur.

## Accueil

### Critiques de la presse
La chanson reçoit des critiques mitigées. Rikky Rooksby, auteur du livre The Complete Guide to the Music of Madonna, affirme que la chanson est « tout à fait acceptable bien qu'elle ne soit pas à la hauteur de Who's That Girl ». Christian Wright de Spin considère Causing a Commotion comme une chanson solennelle. Bill Lamb d'About.com déclare que la piste, tout comme pour Who's That Girl, n'est pas un exemple de la meilleure musique de Madonna. Carol Benson, une des auteurs de The Madonna Companion: Two Decades of Commentary, atteste que la maîtrise de Madonna sur les lignes de basse résonnantes les a impressionnés : « Je me souviens de ma réaction abasourdie lorsque je me suis assise dans le cinéma en 1987 et de ma première impression sur les accords descendants de Causing a Commotion, ouvrant son redoutable film Who's That Girl. Si vous voulez percevoir l'essence de la modernité, écoutez ces accords infernaux, apocalyptiques et terriblement sensuels. C'est la voix authentique de cette fin de siècle (en français dans le texte) ». Stephen Thomas Erlewine d'AllMusic commente que Causing a Commotion, tout comme Who's That Girl, n'entrent pas dans les meilleurs singles de Madonna. Le 6 novembre 2006, Whitney Pastorek d'Entertainment Weekly, critique chacune des chansons composant le top 10 du Billboard Hot 100 du 7 novembre 1987. Elle donne la note B- à la chanson en justifiant qu'elle « adore la façon dont la chanson se déroule dans le refrain » mais reproche un manque de vigueur aux couplets.

### Succès dans les classements
Causing a Commotion débute dans le Billboard Hot 100 à la 41e place le 12 septembre 1987, au moment où Who's That Girl sort du top 10. Le single monte rapidement dans le classement, et atteint finalement la seconde position le 24 octobre 1987, la même semaine où Bad de Michael Jackson est en première place. Il conserve ce rang pendant deux semaines, avant de redescendre. Causing a Commotion est numéro un du Hot Dance Club Play. Elle termine en 46e position du classement annuel du Billboard en 1987. Au Canada, la chanson démarre à la 90e place du classement RPM le 19 septembre 1987. Après six semaines, la chanson atteint la seconde place. Elle est présente dans le hit-parade pendant 31 semaines et est listée à la 47e position du classement RPM de fin d'année,.
Au Royaume-Uni, Causing a Commotion sort le 19 septembre 1987. Elle entre dans le UK Singles Chart à la septième position, et atteint la quatrième place,. La chanson est présente pendant un total de neuf semaines. Selon l'Official Charts Company, la chanson s'est vendue à 230 000 exemplaires au Royaume-Uni. En Allemagne, la chanson démarre dans le palmarès Media Control Charts au 66e rang le 29 septembre 1987, et atteint la quatorzième place deux semaines plus tard, puis demeure douze semaines dans le classement. La chanson parvient au top 10 en Australie et au Eurochart Hot 100 Singles, atteignant respectivement les septième et troisième rangs,. Ailleurs, elle entre dans le top 10 en Belgique, Irlande, Italie, Nouvelle-Zélande, Pays-Bas et Suisse ainsi que le top 20 en Autriche, Norvège et Suède et également dans le top 30 en Espagne,,,,,,,,,.

## Interprétations scéniques

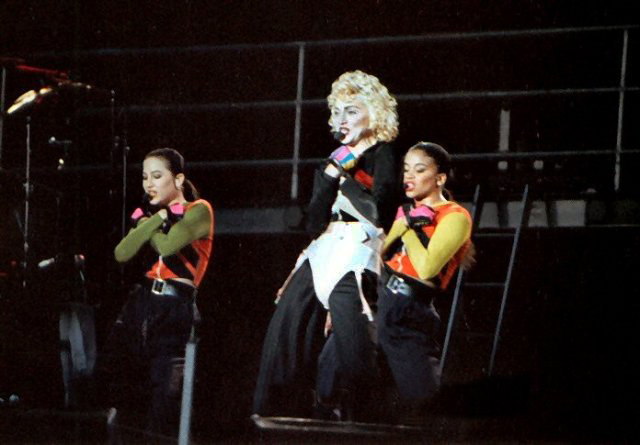
Madonna interprétant Causing a Commotion lors du Blond Ambition Tour (1990).

Madonna interprète Causing a Commotion pour le Who's That Girl Tour en 1987 et le Blond Ambition Tour en 1990. Lors du Who's That Girl Tour, Causing a Commotion est la sixième chanson de la programmation. Collaborant avec Marlene Stewart pour les différentes tenues de la tournée, Madonna expose l'idée de ramener les personnages du film à la vie et d'appliquer un thème de gangster à la chanson. Elle porte une veste lamée couleur or et chante accompagnée de deux danseurs tenant un pistolet. Les prestations de la chanson sur cette tournée sont visibles dans les vidéos Who's That Girl - Live in Japan, filmée à Tokyo le 22 juin 1987, et Ciao, Italia! – Live from Italy, filmée à Turin le 4 septembre 1987. Cette dernière est retransmise par satellite aux MTV Video Music Awards en 1987.
Lors du Blond Ambition Tour, la chanson est interprétée en troisième position de la programmation. La tenue qu'elle porte pour la prestation est décrite par Carol Clerk, auteur de Madonnastyle, comme « la parfaite combinaison visuelle du masculin et féminin ». Elle se constitue d'un croisé et d'une veste serrée, coupée en pointe, qui laisse apparaître son soutien-gorge conique. Elle porte la chaîne avec le monocle caractéristique du clip d'Express Yourself. Madonna met beaucoup de maquillage, accentue ses sourcils noirs et utilise beaucoup d'eyeliner. Quand elle finit de chanter Open Your Heart, elle ouvre sa veste et commence à simuler des rapports sexuels avec l'un de ses danseurs et joue le rôle de la dominatrice. Elle est suivie d'une chorégraphie exhibitionniste avec une chaise comme accessoire et Madonna commence la chanson. L'interprétation se termine sur un combat entre Madonna et une de ses choristes. Deux prestations sont sorties dans les vidéos de la tournée : Blond Ambition - Japan Tour 90, filmée à Yokohama le 27 avril 1990, et Live! - Blond Ambition World Tour 90, filmée à Nice le 5 août 1990.

## Versions
- Single 33 tours [36]

1. Causing a Commotion (Silver Screen Single Mix) – 4:05
2. Jimmy Jimmy (Version LP) – 3:54

- Single 45 tours [37]

1. Causing a Commotion (Silver Screen Mix) – 6:39
2. Causing a Commotion (Movie House Mix) – 9:44
3. Jimmy Jimmy (Fade) – 3:39

- Single promo 45 tours É.U. [38]

1. Causing a Commotion (Silver Screen Single Mix) – 4:05
2. Causing a Commotion (Édition Movie House) – 4:08

- Single Maxi 45 tours É.U./CD Europe [39],[40]

1. Causing a Commotion (Silver Screen Mix) – 6:39
2. Causing a Commotion (Dub) – 7:09
3. Causing a Commotion (Mix Movie House) – 9:44
4. Jimmy Jimmy (Version LP) – 3:54

## Crédits
- Madonna - auteur, chant, production
- Stephen Bray - auteur, producteur, mixage audio
- Shep Pettibone - mixage audio, production supplémentaire
- Junior Vasquez - ingénieur du mixage, éditage audio
- Steve Peck - ingénieur du mixage
- Donna DeLory - chœurs
- Niki Haris - chœurs

Crédits issus de l'album Who's That Girl

## Classements et succession à la première place

### Classements par pays
| Pays                            | Meilleure position |
| ------------------------------- | ------------------ |
| Allemagne                       | 14                 |
| Australie                       | 7                  |
| Autriche                        | 14                 |
| Belgique                        | 2                  |
| Canada                          | 2                  |
| Espagne                         | 21                 |
| Europe                          | 3                  |
| Irlande                         | 2                  |
| Italie                          | 4                  |
| Norvège                         | 10                 |
| Nouvelle-Zélande                | 6                  |
| Pays-Bas                        | 3                  |
| Royaume-Uni                     | 4                  |
| Suède                           | 13                 |
| Suisse                          | 9                  |
| États-Unis Billboard Hot 100    | 2                  |
| États-Unis Hot Dance Club Songs | 1                  |

## Compléments